# Sosnowik
Sosnowik [sɔsˈnɔvik] est un village polonais de la gmina de Szudziałowo dans le powiat de Sokółka et dans la voïvodie de Podlachie. Il se situe à environ 8 kilomètres au sud de Szudziałowo, à 21 kilomètres au sud-est de Sokółka et à 34 kilomètres au nord-est de Białystok. 